# 布兰德霍斯特博物馆
布兰德霍斯特博物馆（德語：Museum Brandhorst）是一座位於德國慕尼黑的現代藝術博物館，2009年5月21日開幕。博物館有約200件展品，以漢高公司繼承人烏多·弗里茨·赫爾曼（Udo Fritz-Hermann）和安妮特·布蘭德霍斯特（Anette Brandhorst）收藏的現代藝術作品為主，同年該博物館新增展示超過700件畫作。該博物館6700萬美元的建築成本由巴伐利亞州出資。

## 圖片

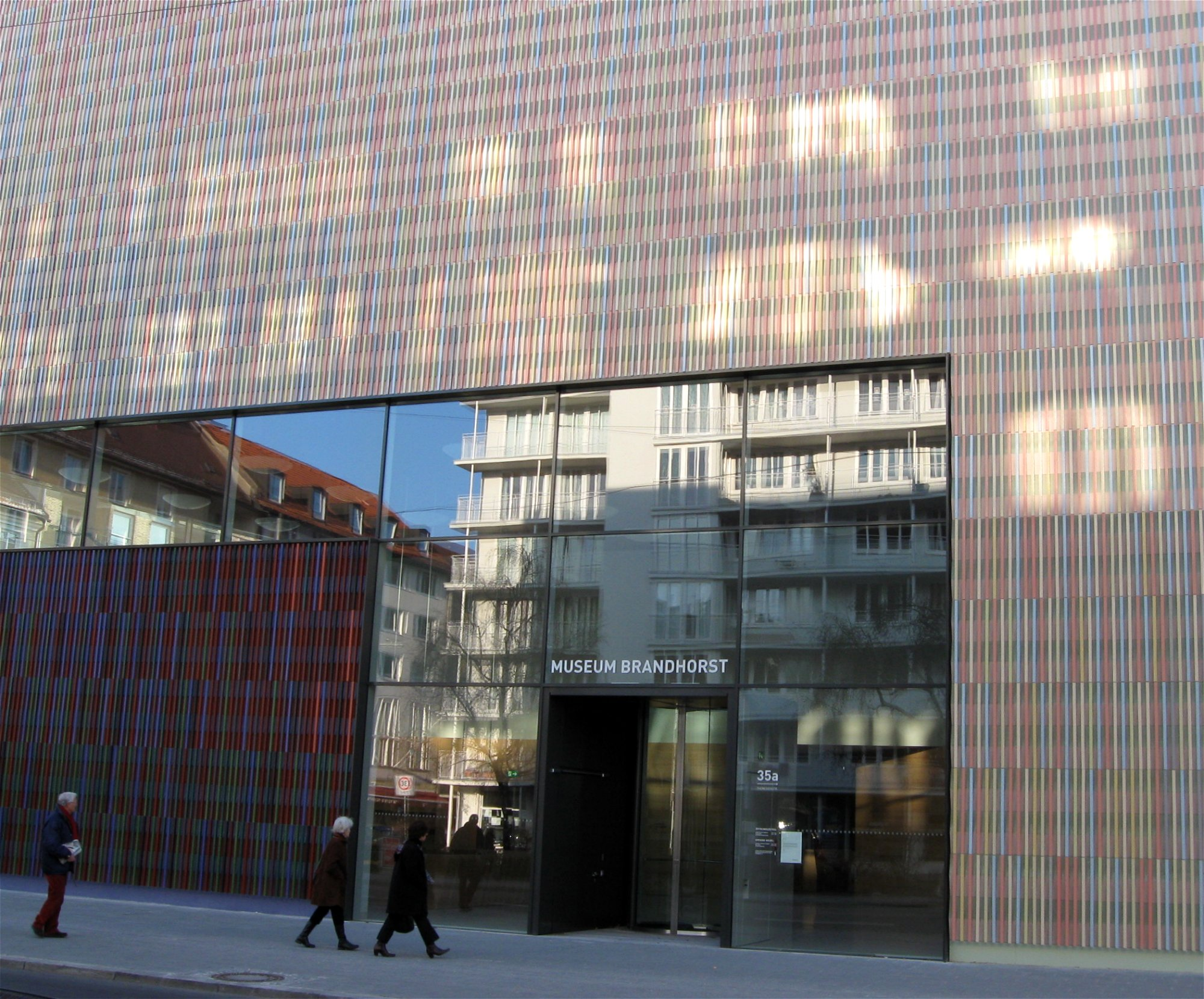
北邊入口
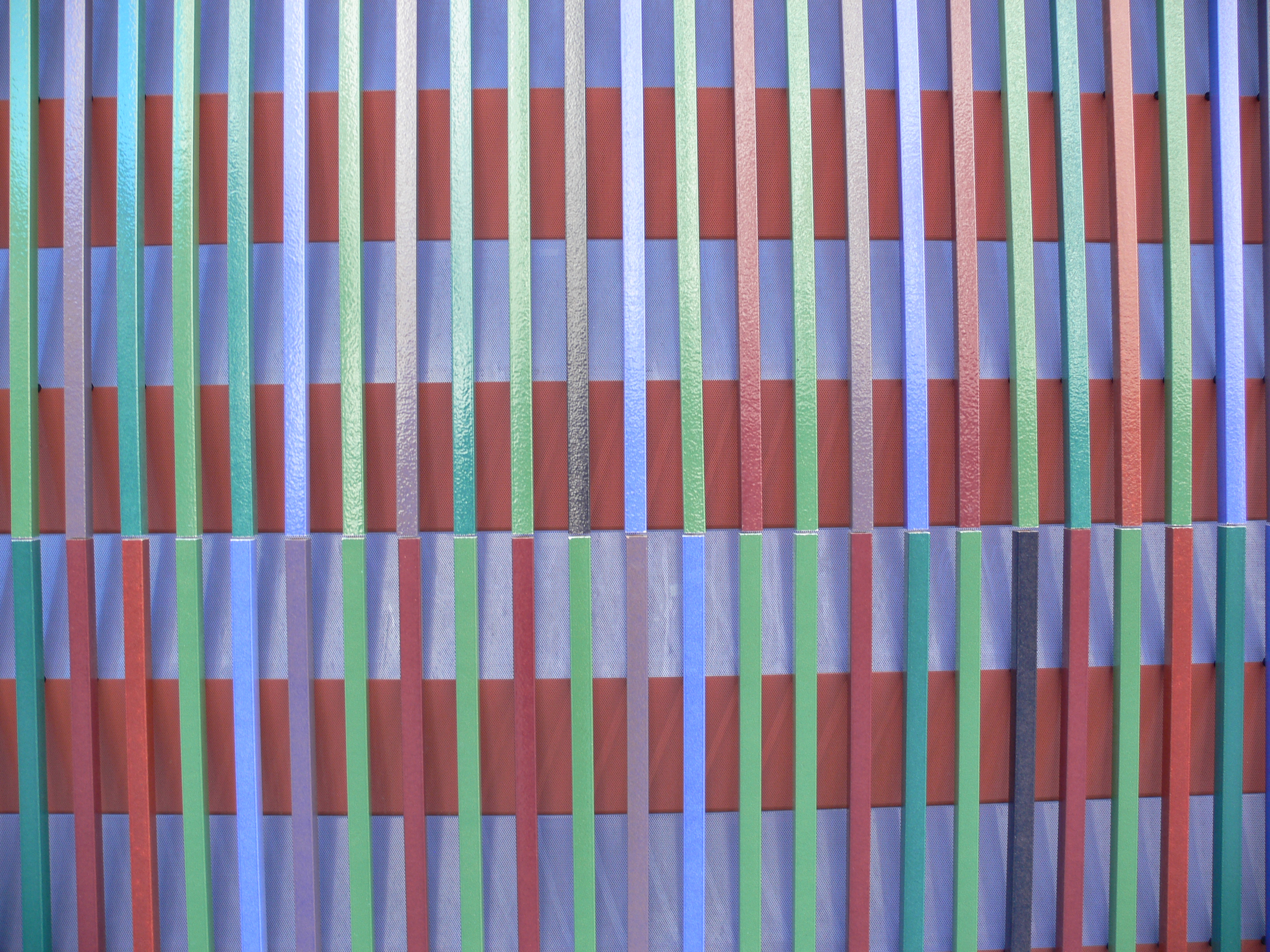
正面
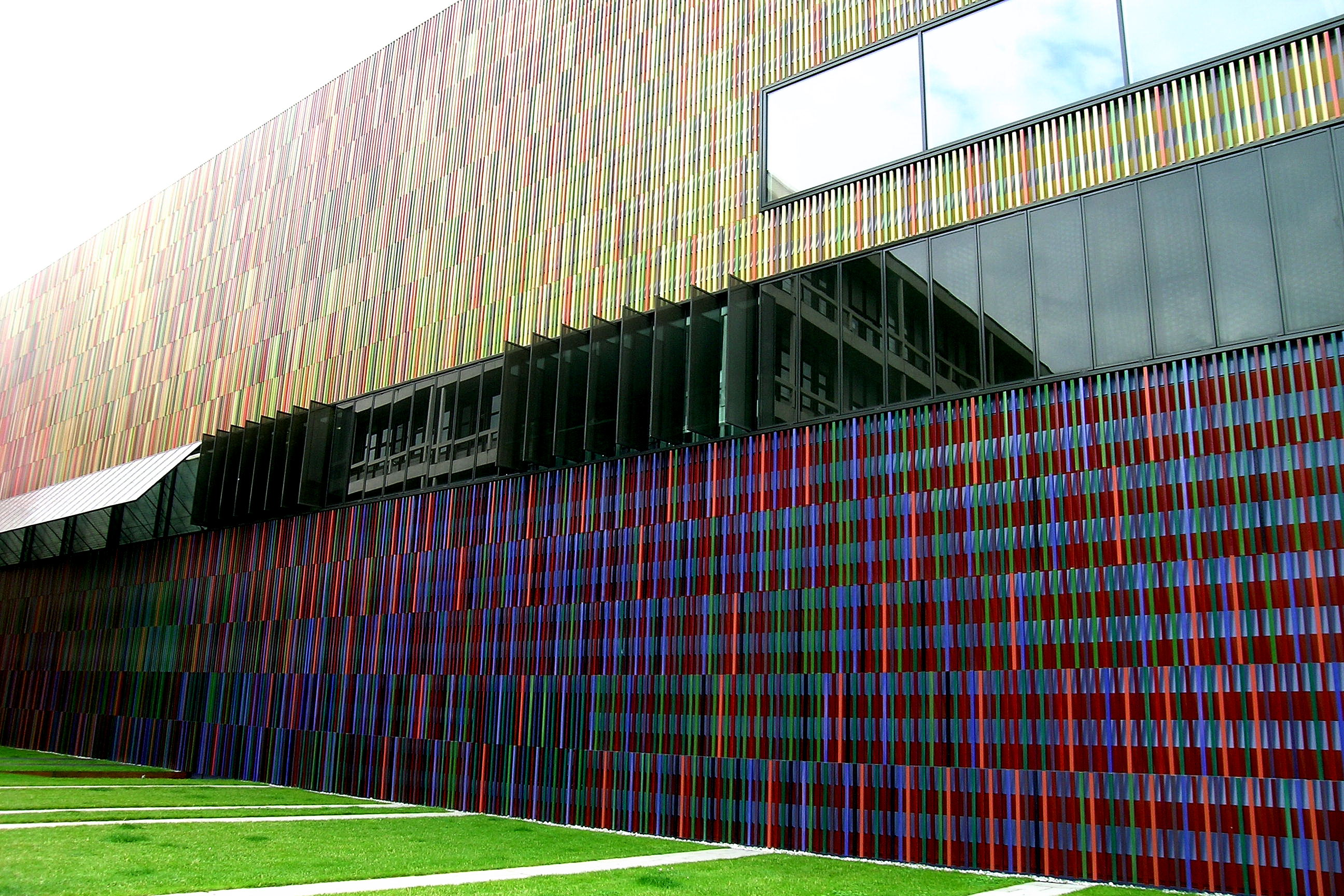
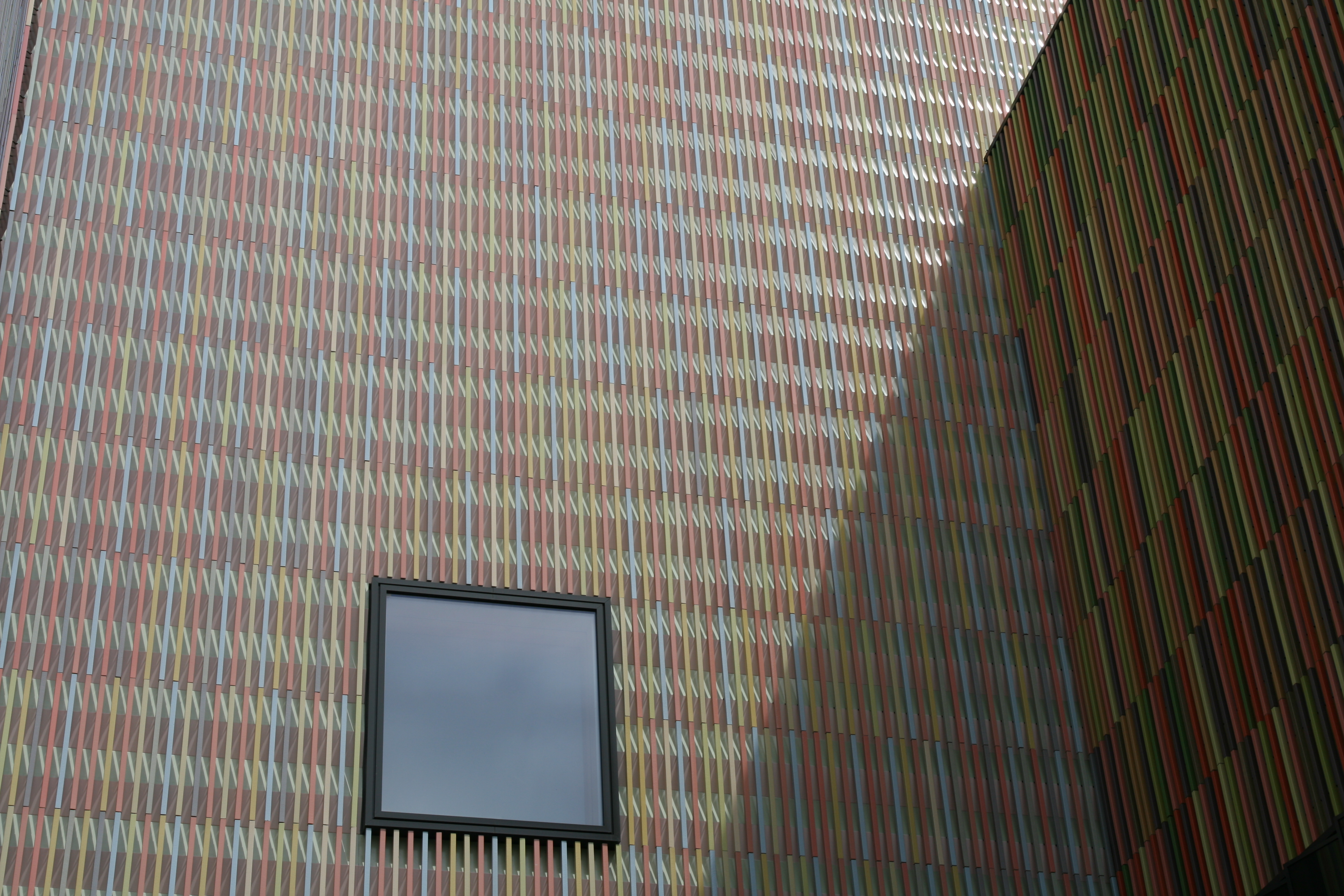
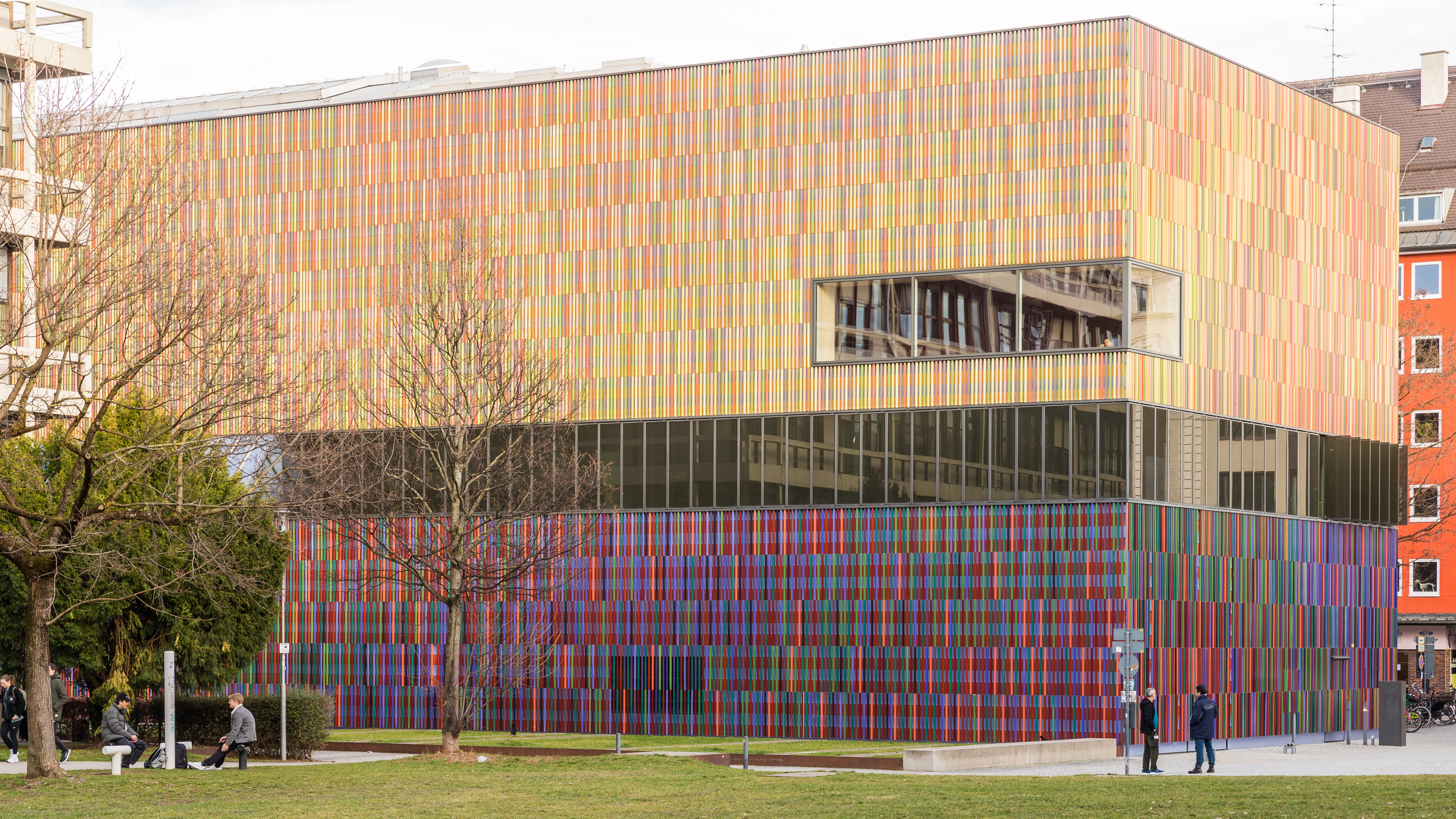
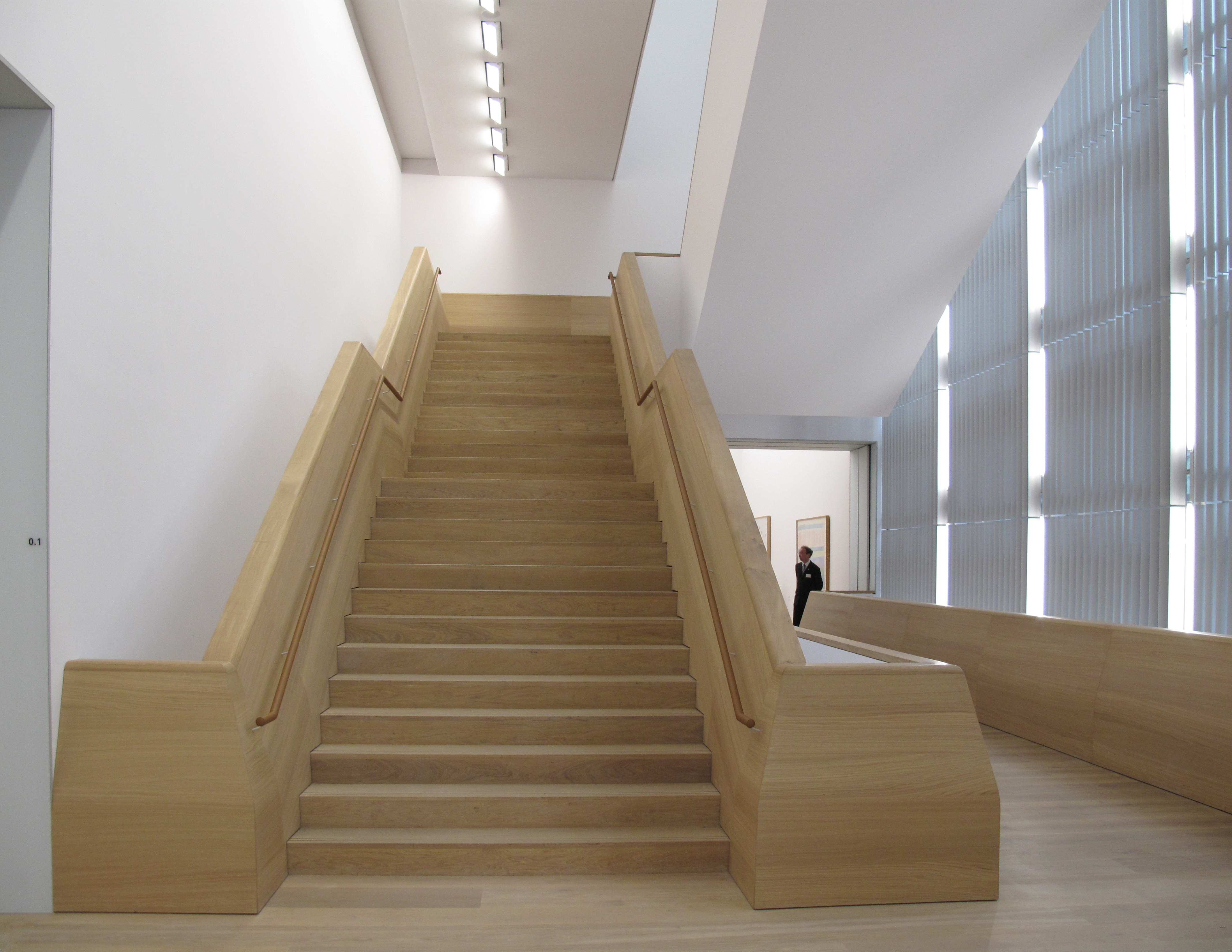
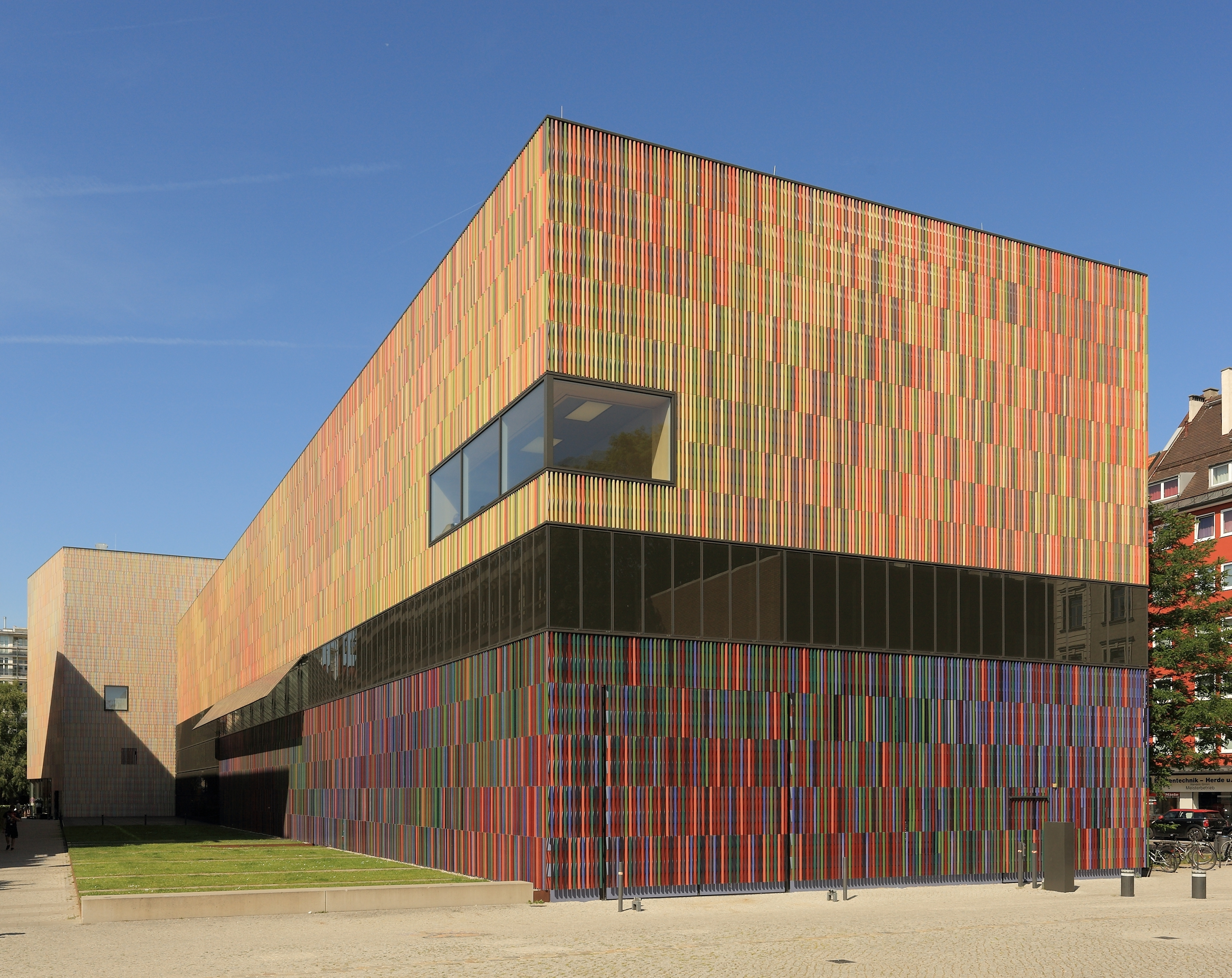
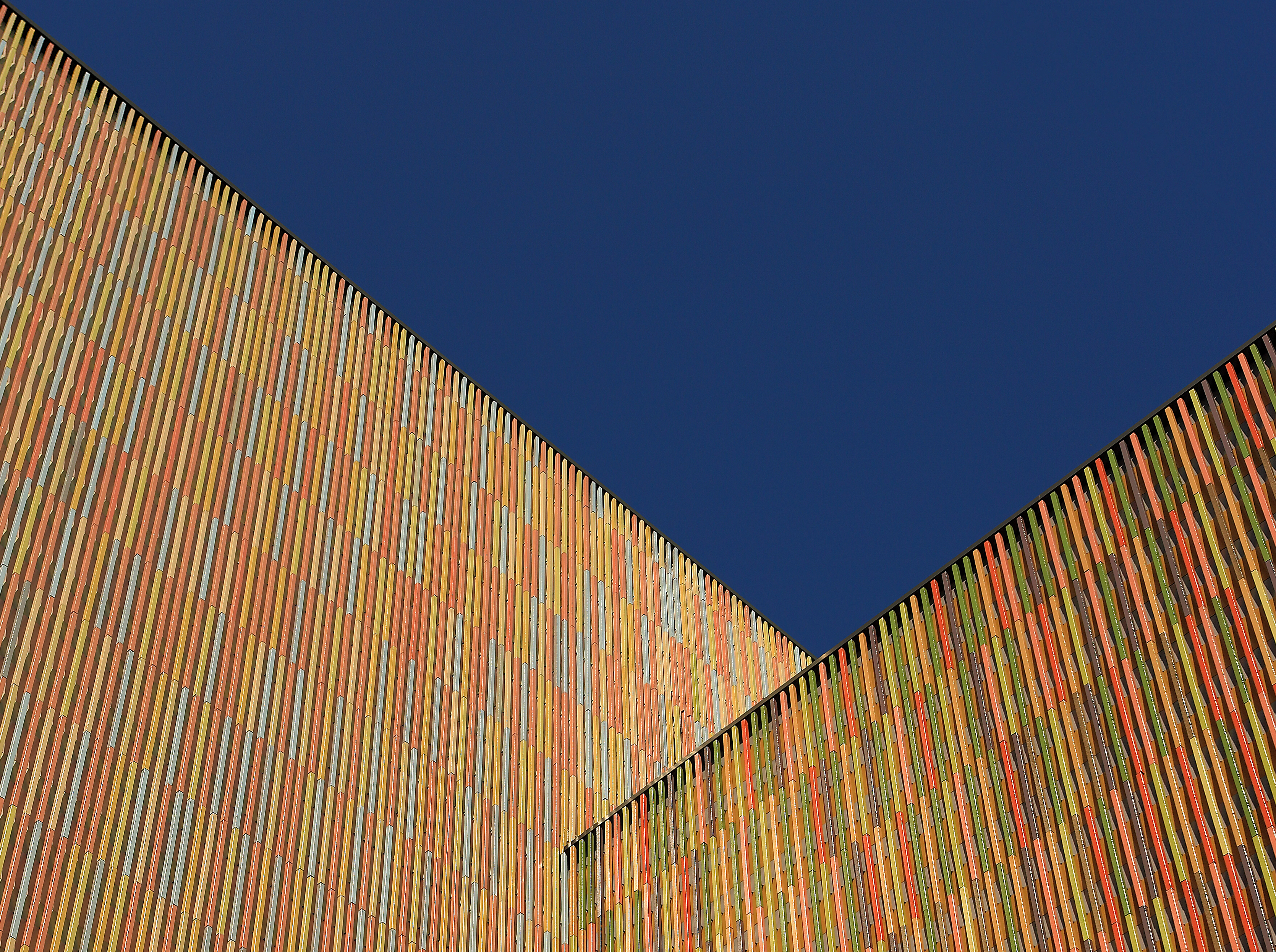

## 外部連結
- Museum Brandhorst （页面存档备份，存于）
- Museum Brandhorst review by a+t architecture publishers （页面存档备份，存于）